# Vyšný Žipov
Vyšný Žipov é um município da Eslováquia, situado no distrito de Vranov nad Topľou, na região de Prešov. Tem 9,33 km² de área e sua população em 2018 foi estimada em 1.155 habitantes.

## Demografia
| Ano:        | 1994 | 2004   | 2014   | 2024   |
| ----------- | ---- | ------ | ------ | ------ |
| Broj ljudi: | 1165 | 1211   | 1173   | 1164   |
| Razlika:    |      | +3,94% | -3,13% | -0,76% |

| Ano:               | 2023 | 2024   |
| ------------------ | ---- | ------ |
| Número de pessoas: | 1151 | 1164   |
| Diferença:         |      | +1,12% |